# بيانات مكونات الأغذية
بيانات مكونات الأغذية (بالإنجليزية: FCD أو Food composition data)‏ هي مجموعة مُفصّلة من المعلومات عن المكونات الغذائية المهمة وتوفر قيم لمستويات الطاقة والعناصر الغذائية مثل البروتينات، النشويات، الدهون، الفيتامينات والمعادن بالإضافة إلى مكونات غذائية مهمة أخرى مثل الألياف. يتم عرض البيانات في قواعد بيانات لمكونات الطعام.
بيانات مكونات الأغذية محصودة في المملكة المتحدة في جداول معروفة باسم «التكوين الكيميائي للطعام، من كتابة ماككينس وويدوسون» (The Chemical Composition of Foods, McCance and Widowson) (1940)، وأصدر الكُتَّاب في أول عدد منه أنه: «معرفة المكونات الكيميائية للطعام هي أول خطوة أساسية في العلاج القُوتي للأمراض الغذائية أو في أي دراسة كمّية لغذاء الإنسان.»
وهذا يوضح السبب الرئيسي لتأسيس «بيانات مكونات الغذاء» في ذلك الوقت. ولهذا اليوم، تبقى دراسات مكونات الأغذية مركزية للبحث الغذائي عن دور كُلٍ من مكونات الطعام وتفاعلاتهم سواء في حالة صحية جيدة أو أثناء المرض. ولكن بسبب ارتفاع معدلات التعقيد والصعوبة في علم التغذية، أصبح هناك طلب أكبر على بيانات مكتملة، عصرية وموثوق فيها بالإضافة إلى معلومات عن حيّز أكبر من مكونات الأطعمة والمنشطات الحيوية.
بيانات مكونات الأغذية لها أهمية كبيرة في مجالات كثيرة منها التدريب الإكلينيكي، الأبحاث، سياسات التغذية، التعليم والصحة العامة، وصناعة الغذاء. يتم استخدامها أيضًا بعدة طرق مختلفة منها: البرامج الوطنية لتقييم الحال الغذائي والحميات على مستوى المواطنين (مثال: باحثو الأوبئة في تقييم الحِميات على المستوى السكاني)، تطوير الحِميات العلاجية (مثال: لمعالجة السِمنة المفرطة، مرض السكر، النقص الغذائي، حساسية الطعام، عدم الاستجابة) والحِميات الصادرة عن المؤسسات المختلفة (مثال: المدارس، المستشفيات، السجون، ومراكز الرعاية النهارية) والتصنيف الغذائي للأغذية المُعالَجة.
أقدم جداول مكونات الأغذية كانوا يعتمدون فقط على التحليل الكيميائي لعيّنات الطعام، التي كان يتم تحليلها في معظم الحالات من أجل هذه الجداول. بالرغم من ذلك، مع تقدم إمدادات الغذاء وازدياد الطلب على المكونات الغذائية والمكونات المشابهة، أصبح من الصعب على المٌجَمعين أن يعتمدوا فقط على التحليل الكيميائي أثناء تكوينهم لقاعدة بيانات لمكونات الأغذية. فمثلًا، في المملكة المتحدة، قام العدد الثالث من «التكوين الكيميائي للطعام» بتقديم بيانات عن الفيتامينات في الأغذية. ولكن بسبب كمية المعلومات المتوفرة حاليًا ولتجنب الحاجة لتحليل كل غذاء موجود لكل نوع من الفيتامينات، تم إدراج قِيم من الأدب العلمي، بالرغم من أن الجداول مبنية في الغالب على بيانات تحليلية. حاليًا يتم تكوين قواعد بيانية لمكونات الأغذية باستخدام عدة طرق مختلفة، منها:

## التحليل الكيميائي
التحليل الكيميائي لعينات من الطعام هو الأسلوب المُستحسن لتجميع بيانات مكونات الأغذية. يتم اختيار عينات الطعام بحرص باستخدام خطة عينات محددة للتأكد من تمثيلها للأطعمة التي يتم استهلاكها في الدولة. هذا يتضمن وضع العوامل المؤثرة على المغذيات في الطعام في عين الاعتبار سواء كانت للبيع (مثال: المنطقة أو بلد المنشأ، الموسم، العلامة التجارية، أو تدعيم الغذاء) أو للاستهلاك (مثال: التخزين، التجهيز، وأساليب الطبخ). في حالة الضرورة، يتم القيام بتحضيرات وطبخ إضافي للطعام قبل تحليله باستخدام الطرق التحليلية المناسبة. كثيرًا ما يتم أيضًا دمج عينات من الطعام بدلًا من أخذ المعدل المتوسط من عينات تم تحليلها بمفردها. كوضع مثالي، الأساليب المُستخدمة من أجل التحليل من المُفترض أن تكون قد أظهرت أنها موضع ثقة وقابلة للإنتاج، مثل التي تم اقتراحها من قِبَل مؤسسات مثل اتحاد المحللين الكيميائيين المُعتمديين (Association of Official Analytical Chemists) (AOAC) أو المنظمة الدولية للمعايير (International Organisation for Standardisation) (ISO).

## تقدير قيم من بيانات موجودة مسبقًا في قاعدة البيانات
من الغير معقول أن يتم تجميع بيانات مكونات الطعام باستخدام التحليل الكيميائي لكل مكون غذائي في جميع أنواع الطعام فقط بسبب عدم وجود مصادر كافية. ولذلك السبب، مجمعو قاعدة بيانات مكونات الأغذية يستخدمون طرق أخرى لتحديد بيانات مكونات الأغذية المطلوبة في قاعدة البيانات. فمثلًا، لتحديد القيم المتعلقة بطعام مطبوخ، يمكن استخدام القيم الخاصة بطعام نيّ مضموم بمعلومات عن الوزن المقرّب (أو الحصيلة) المكتسبة أو المفقودة مع تغيرات المغذيات (مثال: فقدان الفيتامينات) بسبب الطبخ.

## تقدير قيم بيانات مكونات الأغذية من مصادر أخرى
من الطرق الأخرى الشائعة التي يستخدمها مُجمعو بيانات مكونات الأغذية هي «استعارة» أو «تبني» قيم المغذيات التي تم إصدارها من قبل مؤسسة أخرى. من المصادر المتاحة للبيانات المستعارة هي: بيانات مكونات الأغذية من دول أخرى، تحاليل المغذيات من الأدب العلمي أو بيانات الصُنّاع (مثال: من ملصقات الطعام). سوف يحتاج المجمعون إلى تقييم البيانات من حيث جودة البيانات وقابلية تطبيق الطعام قبل إضافة هذه البيانات لقواعد البيانات خاصتهم. كمثال، قِيَم التدعيم قد تختلف من دولة إلى أخرى ولذلك قد لا تكون بيانات مكونات الأغذية الخاصة بفطار مُدعم في بلد ما ملائمة لبلدٍ أخرى.

## تقييم البيانات وجودتها
من الخطوات المهمة سواء كانت لبيانات مكونات الأغذية التحليلية الجديدة أو التي تم استعارتها من مصادر أخرى هي أن يقوم المجمعون بتقييم جودة البيانات قبل إضافتها لقاعدة البيانات. يجب اعتبار القيام بالتحليل البدائي، عند الاستطاعة، مثل مقارنة القِيَم للأغذية المشابهة من مصادر أخرى والتأكد إذا كان مجموع القيم تلك يساوي 100%، مثال: مجموع الماء، البروتينات، الدهون، النشويات والألياف الغذائية. بالإضافة إلى ذلك، يجب القيام بحيّز من القياسات لجودة البيانات المتعلقة بهوية الغذاء، تجميع العينات والجوانب التحليلية. فمثلًا، أنشأت الولايات المتحدة نظام تقييم جودة بيانات المغذيات المتعددة في الطعام حيث يتم استخدام خمس فئات وهم: خطة تجميع العيّنات، عدد العيّنات، التعامل مع العيّنات، الطريقة التحليلية، والتحكم بجودة التحليل. يتم جمع التقديرات لكل فئة لإنشاء «فهرس جودة» وشيفرة ثقة لتُوضح للمستخدم مستوى الثقة لكل قيمة. حاليًا تقوم «الشبكة الأوروبية لمصادر المعلومات عن الأغذية» في أوروبا المعروفة ب EuroFIR بالإنجليزية بإنشاء نظام تقييم جودة البيانات من أجل البيانات الأوروبية التي جُمعت بناءًا على نسخة الولايات المتحدة.

## مجموعة/قواعد بيانات مكونات الأغذية
مجموعات أو قواعد بيانات مكونات الأغذية (FCDBs) أو جداول مكونات الأغذية هي مصادر توفر بيانات مُفصّلة لمكونات الأغذية عن مكونات الطعام المهمة من حيث التغذية وقيم الطاقة والمغذيات مثل البروتينات، النشويات، الدهون، الفيتامينات، والمعادن ومكونات مهمة أخرى للأغذية مثل الألياف.
قبل وجود تكنولوجيا الكمبيوتر، وُجدت هذه المصادر في جداول مطبوعة حيث يعود أقدم تلك الجداول إلى أوائل القرن التاسع عشر.
لقد أصبحت مجموعة بيانات مكونات الأغذية متاحة على الإنترنت، كمثال: مجموعة بيانات وزارة الزراعة الأمريكية (USDA)، مجموعة مكونات الأغذية اليابانية، وعدد من مجموعات مكونات الأغذية الأوروبية. الأغذية من مجموعات البيانات لمكونات الأغذية تلك يمكن معرفتها بـ «المدونة العالمية للغذاء» (International Food Code) (IFC).
تختلف قواعد بيانات مكونات الأغذية عن بعضها في نوعية البيانات المُتاحة وكمية البيانات المتوفرة. كمثال، بعض قواعد بيانات الأغذية لديها قيم للأحماض الأمينية المنفردة و/أو كسور الفيتامينات (مثل: الكاروتينات المنفردة مثل الليكوبين واللوتين). تتوفر أيضًا بعض قواعد البيانات المتخصصة فمثلًا المنشطات الحيوية مشمولة في قاعدة بيانات eBASIS التابعة ل الشبكة الأوروبية لمصادر المعلومات عن الأغذية أو EuroFIR، وقاعدة بيانات الآيسوفلافون الأمريكية، وقاعدة بيانات فينول اكسبلورر Phenol-Explorer الفرنسية. وتتضمن أيضًا نسخة 2009 من قاعدة بيانات المكونات الغذائية السويسرية على 935 غذاء، بينما تحتوي النسخة الحديثة من قواعد بيانات مكونات الأغذية لوزارة الزراعة الأمريكية على فوق ال 7,500 غذاء. بعض قواعد البيانات تختوي على حيّز أكبر من الأغذية المُعالجة، الأطباق والوصفات المُرَكَبَّة، والأطعمة المُحضرة والمطبوخة بطرق مختلفة. فمثلًا، قاعدة بيانات مكونات الأغذية الخاصة بالمملكة المتحدة تحتوي على شرائح لحم الخنزير المُقدد في شكلها النيّ، مقلي بدون دهون أو زيوت، مشوي، أو تم تسخينه في الميكروويف.
البيانات هي تقديرات.
- القابلية للتغير في مكونات الأغذية بين البُلدان بسبب، مثلًا، الموسم، الصنف أو التنوع، النوع أو مراحل التدعيم.
- عدم التغطية الكاملة للأغذية والمغذيات التي تؤدي إلى قيم مفقودة.
- الوقت التي تم جمع فيه البيانات (مصادر محدودة تعني أنه من الأكيد أن بعضًا من هذه القيم ليست حديثة).[11]

### التاريخ
تم نشر جداول مكونات الأغذية بشكلها الحالي في أواخر القرن التاسع عشر، ولكن يوجد بعض الجداول عن التكوين الكيميائي للمياه المعدنية التي قام بجمعها مورفو في عام 1780. تم نشر جداول من الولايات المتحدة بها حوالي 2600 تحليل لحيّز كبير من الأغذية منها مجموعات التغذية الأساسية بالإضافة إلى بعض الأغذية المُعالَجة. تم تصنيف القيم الغذائية كـ”نفايات أو قيمة مهملة"، ماء، بروتينات، دهون، كربوهيدرات، رماد وقيم مدعمة.
أولى الجداول التي صدرت في المملكة المتحدة والمعروفة ب«ماكنس وويدوسون» "McCance and Widdowson’s The Composition of Foods" تم إصدارها سنة 1940. نشرت منظمة الأغذية والزراعة (FAO) الجداول للاستخدام الدولي والتي استهدفت في الأساس تقييم وفرة الغذاء على مستوى العالم. ويمكن إيجاد جميع الجداول العالمية لقاعدة بيانات مكونات الأغذية " FCDB" على موقع المعهد الوطني للغذاء التابع للجامعة التقنية في الدنمارك (Technical University of Denmark" (DTU"

## التوثيق
يعد توثيق مكونات الأغذية عملية مهمة لتجميع قاعدة بيانات مكونات الأغذية لأنها تُمكن المستخدم من تقييم جودة البيانات وما إذا كان الطعام والقيم مناسبة للغرض المقصود من المستخدم. علاوة على ذلك، تعد الوثائق ذات قيمة عالية لمُجمعي البيانات وذلك لتحديث قواعد بيانات مكونات الأغذية وللتحقق من صحة القرارات المتخذة أثناء التجميع. وبشكل عام في ظل وجود أنظمة حاسوبية، أصبح توفير الوثائق متاحًا بشكل أسهل. على سبيل المثال، توفر قاعدة البيانات الوطنية الفرنسية بقدر الإمكان معلومات عن القيم الدنيا والقصوى التي تم العثور عليها من مصادر البيانات المختلفة المستخدمة، وعدد العينات المستخدمة لتحديد القيمة المحددة، ورمزًا مرجعيًا مطابقًا لمصادر البيانات، القيمة ورمز الثقة الذي يميز جودة القيمة المعطاة. طوّرت الشبكة الأوروبية لمصادر المعلومات عن الأغذية أو EuroFIR إطار عمل لتوثيق بيانات مكونات الأغذية، والذي يشكل الأساس لمعيار أوروبي جديد لتبادل ومواءمة بيانات مكونات الأغذية عبر أوروبا.

## لمزيد من الإطلاع
- Church S. (2005) The history of European food composition databases. Synthesis report No. 1. http://www.eurofir.net/sites/default/files/EuroFIR%20synthesis%20reports/Synthesis%20Report%201_The%20History%20of%20European%20Food%20Composition%20Databases.pdf%5Bوصلة+مكسورة%5D
- Greenfield H & Southgate DAT (2003) Food Composition Data: Production, Management and Use, 2nd edn. FAO: Rome. Available at:http://www.fao.org/infoods/publications_en.stm نسخة محفوظة 26 مايو 2012 على موقع واي باك مشين.
- Kirk RS & Sawyer R, ed. (1991) Pearson’s Composition and Analysis of Foods, 9th edn. Longman Scientific and Technical: Harlow, UK.
- Merrill AL & Watt BK (1973) Energy value of foods, basis and derivation. Agriculture Handbook No: 74. United States Department of Agriculture: Washington, DC. Available at: http://www.nal.usda.gov/fnic/foodcomp/Data/Classics/ah74.pdf نسخة محفوظة 29 سبتمبر 2012 على موقع واي باك مشين.
- Williamson C. (2005) The different uses of food composition databases. Synthesis report No. 2. http://www.eurofir.net/sites/default/files/EuroFIR%20synthesis%20reports/Synthesis%20Report%202_The%20different%20uses%20of%20food%20composition%20databases.pdf%5Bوصلة+مكسورة%5D

## وصلات خارجية
- FAO Infoods
- EuroFIR: http://www.eurofir.org/
- USDA Nutrient data laboratory